# Liripio
Liripio es una parroquia situada en el sudeste del ayuntamiento de La Estrada, en Galicia (España).
Limita con las parroquias Sabucedo, Codeseda y Rivela.
En 1842 tenía una población de hecho de 210 personas. En los veinte años que van de 1986 a 2006 la población pasó de 139 a 92 personas, lo cual significó una pérdida del 33,81%.
- Datos: Q3396590
- Multimedia: Liripio, A Estrada / Q3396590